# Вілла «Поґонь»
Вілла «Поґонь» (пол. Willa «Pogoń») — одна з найстаріших вілл у місті Трускавець, що збереглася до нашого часу, пам'ятка архітектури місцевого значення, охоронний № 539-М. Тепер у будівлі вілли розташований готель «Лісова Пісня» та кав'ярня «Залізний кінь».

## Розташування
Вілла знаходиться в середмісті Трускавця, навпроти санаторія «Трускавець», вище кінотеатру «Злата», за 500 метрів від Бювету мінеральних вод №1. 

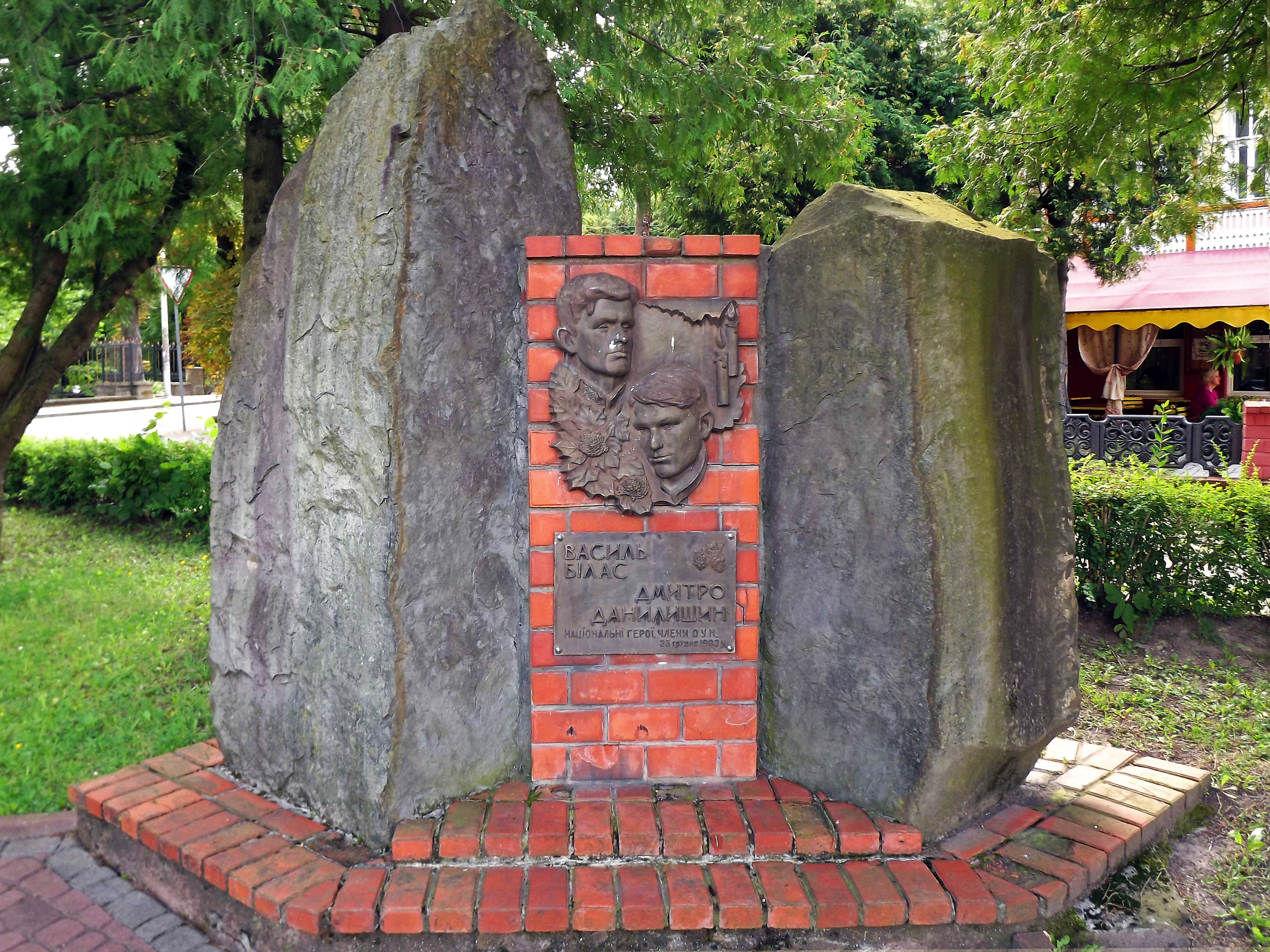
Пам'ятник Біласу та Данилишину

У цокольному приміщенні колишньої вілли «Поґонь» розташована кав'ярня «Залізний кінь», а перший, другий поверхи та мансарда — це готель «Лісова Пісня».
Перед віллою знаходиться пам'ятник Біласу та Данилишину.

## Історія
Після того, як Трускавцем почала керувати спілка «Трускавецькі джерела», керівником та власником якої був Раймунд Ярош, курорт почав стрімко розвиватися. Серед новобудов була й вілла «Поґонь», яку в 1912 році, ймовірно архітектором Лехом Рутковським, побудовано в стилі модерн, з ознаками «норвезького стилю».
У 2007 році будівля колишньої вілли «Поґонь» була реконструйована хорватсько-австрійською фірмою «Марат» під готельний комплекс «Лісова Пісня».

## Архітектура
Будівля вілли дерев'яна, двоповерхова з мансардою, з бічним еркером, що завершується пірамідальним дахом та мурованим високим цокольним поверхом.
Вілла «Поґонь» належить до другого періоду формування курортної забудови (1895 — 1920) міста Трускавця.

## Світлини

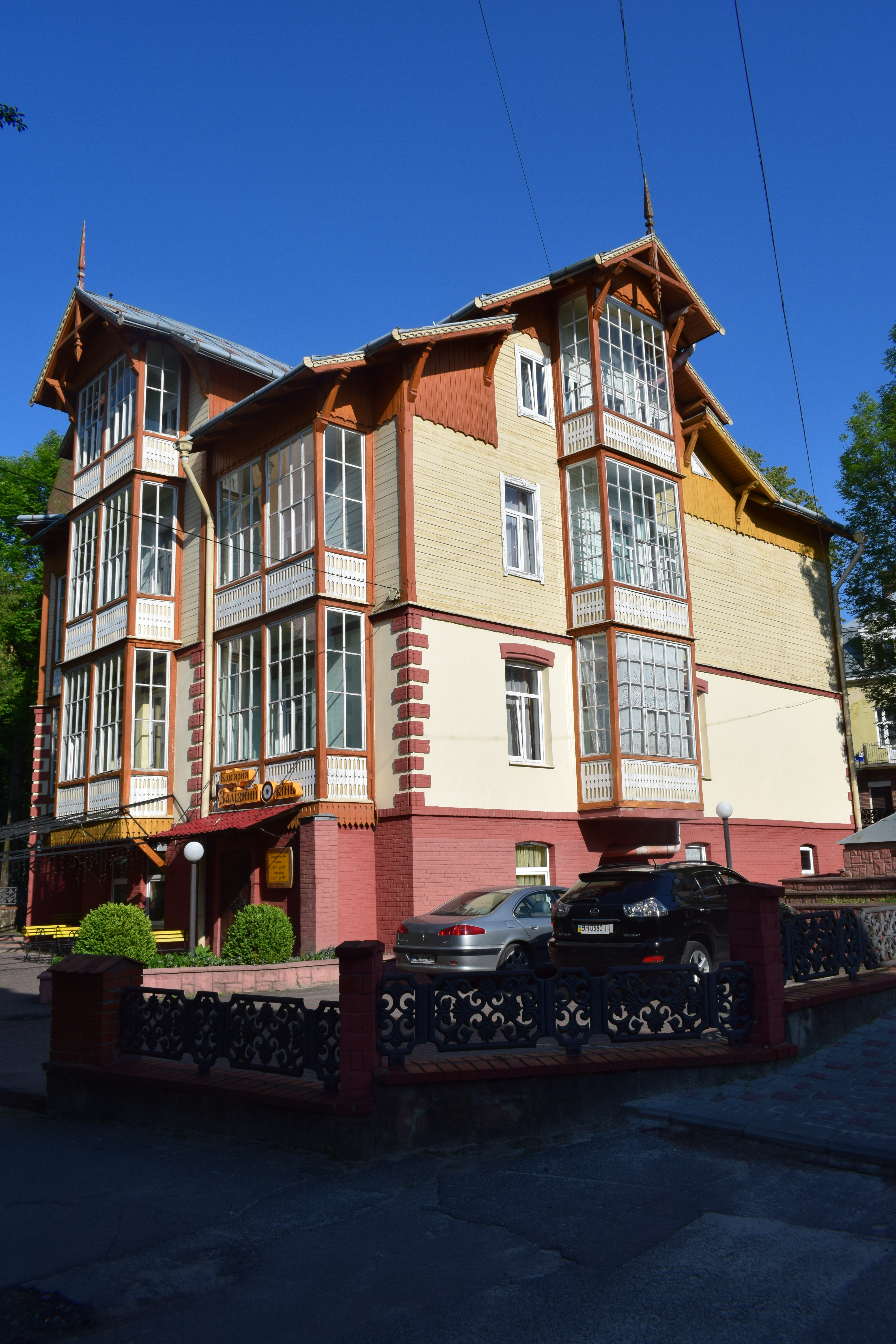
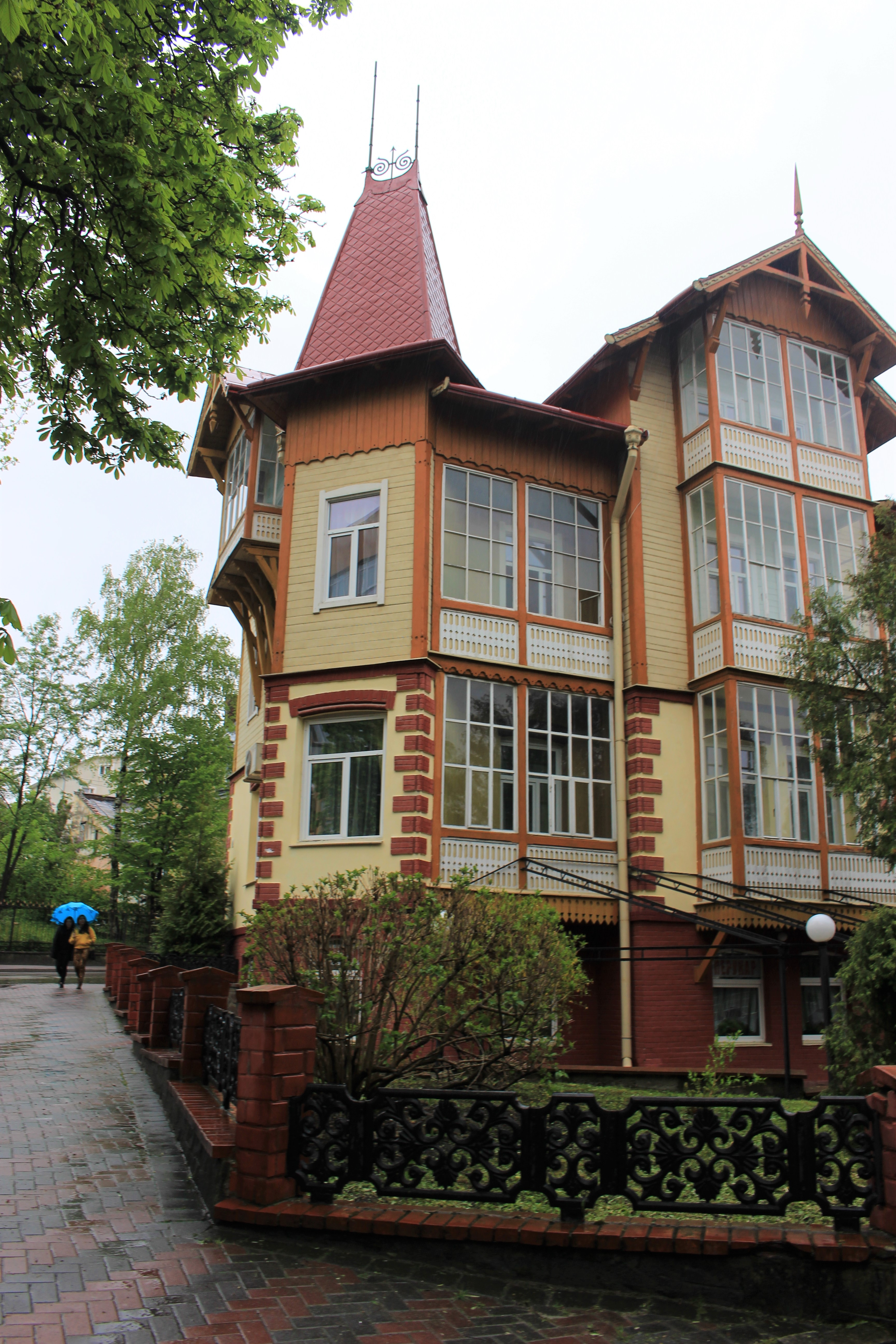
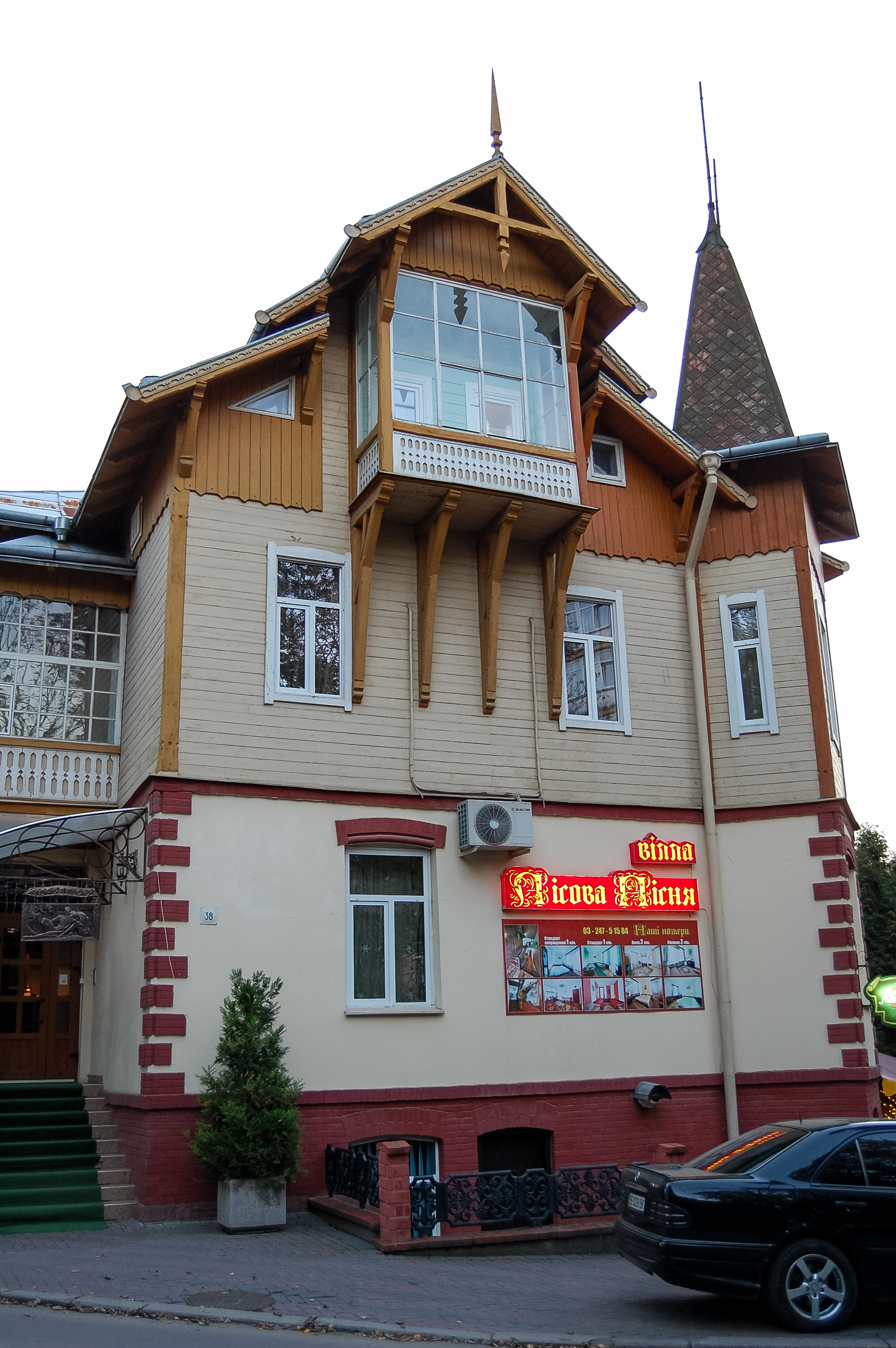
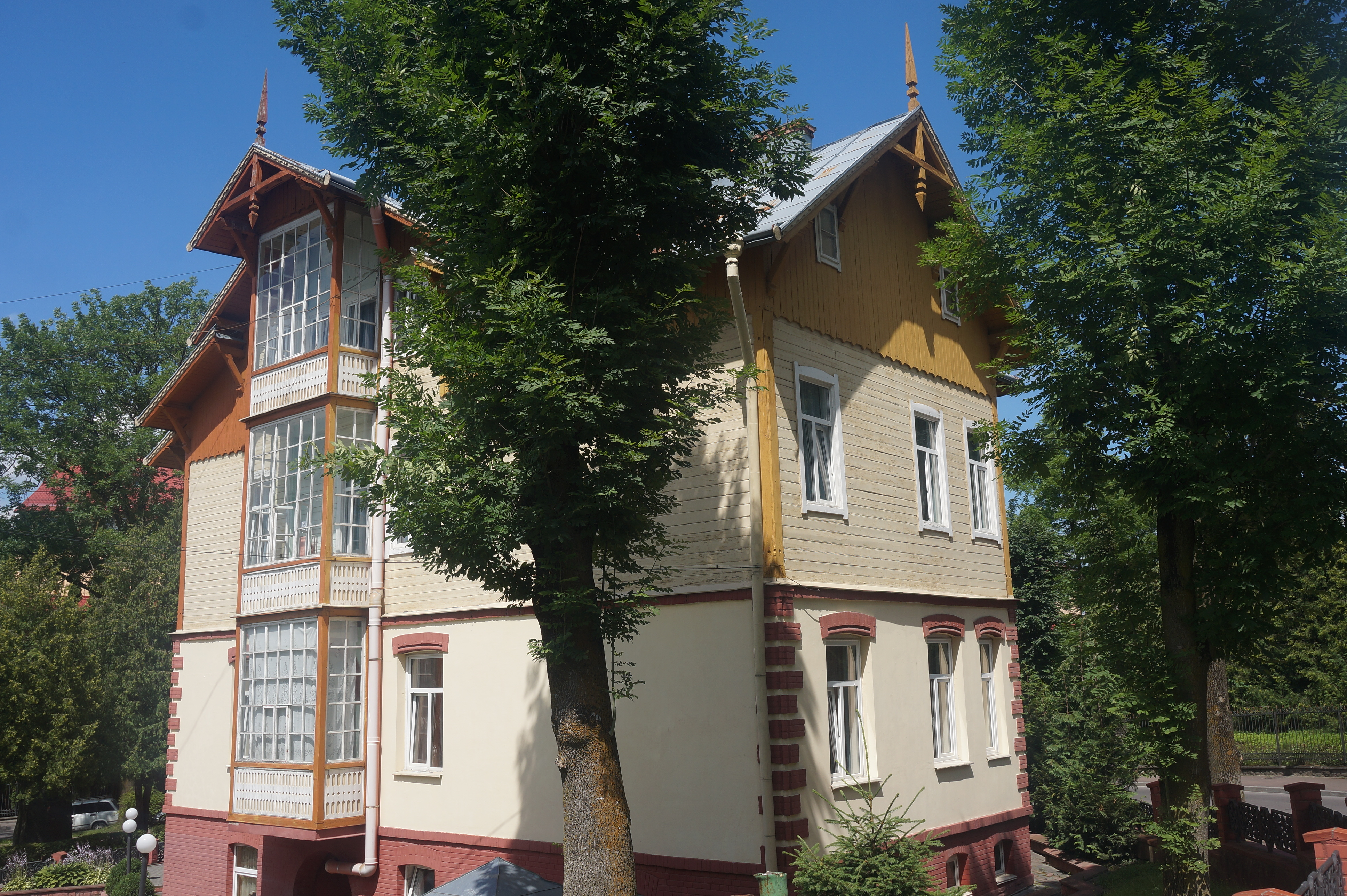
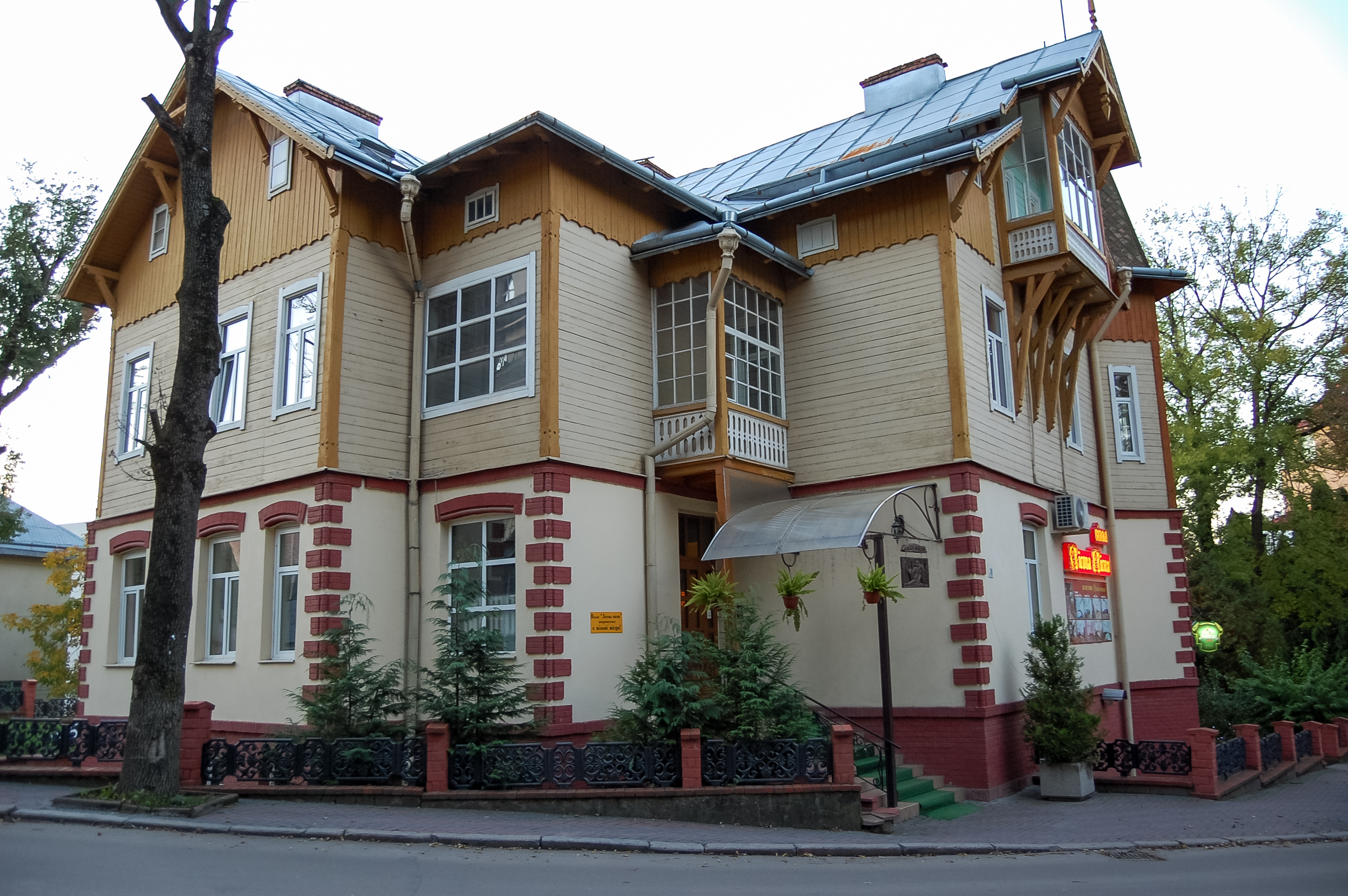
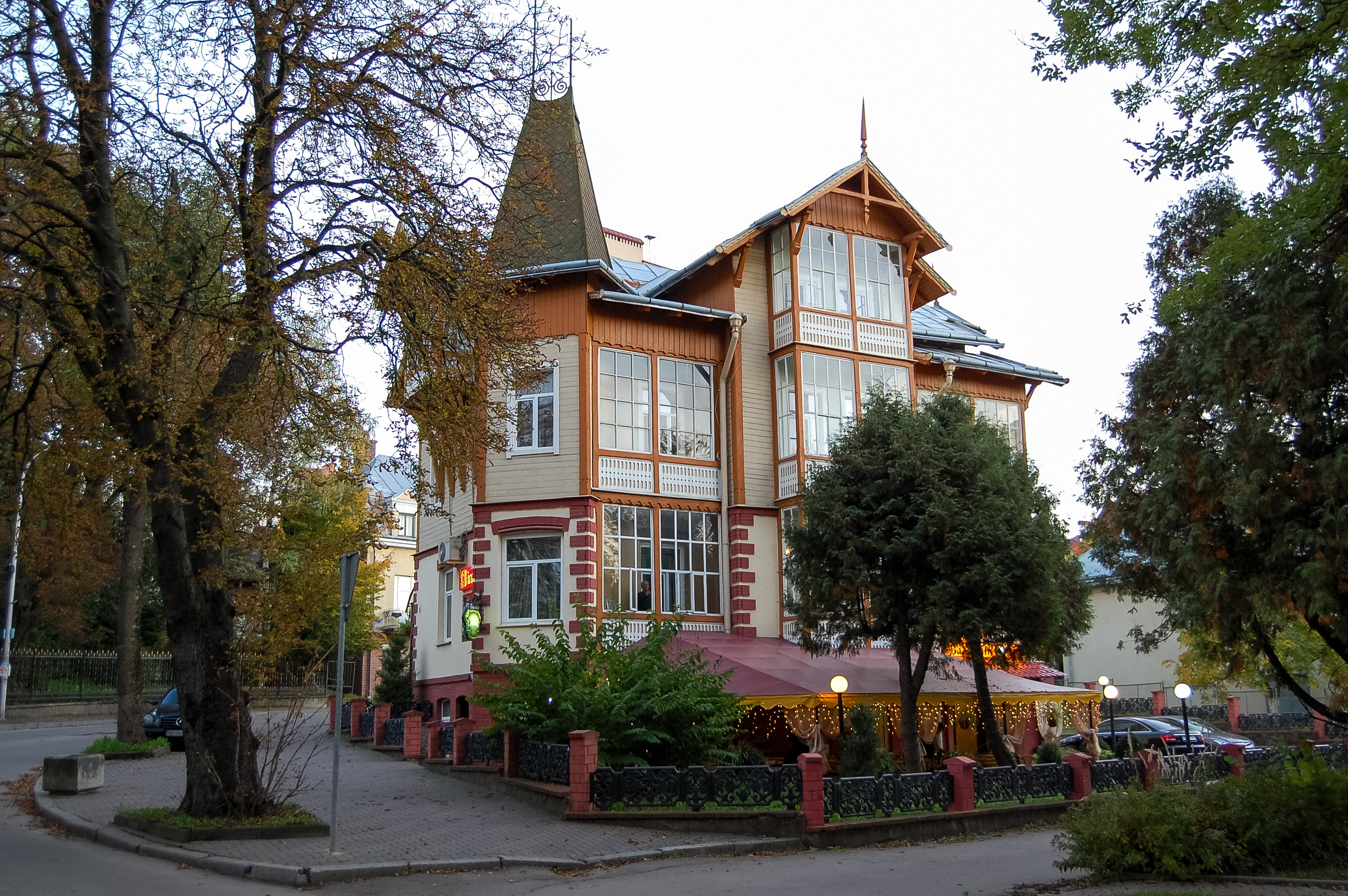